# Holly Hutchinson
Holly Hutchinson (* 11. September 1997) ist eine britische Tennisspielerin.

## Karriere
Hutchinson spielt vor allem Turniere auf der ITF Women’s World Tennis Tour, wo sie bislang acht Doppteltitel gewann.
2014 erreichte sie als Qualifikantin das Hauptfeld des Juniorinneneinzels in Wimbledon, wo sie aber in der ersten Runde gegen Seone Mendez mit 3:6, 6:2 und 6:8 verlor. Im Juniorinnendoppel erreichte sie mit ihrer Partnerin Emily Arbuthnott mit einem 6:3- und 6:4-Sieg über die Paarung Emily Appleton und Eden Richardson das Achtelfinale, wo die beiden aber dann gegen Marie Bouzková und Dalma Gálfi mit 3:6 und 2:6 verloren.
2015 erhielt sie mit Partnerin Georgina Axon eine Wildcard für das Juniorinnendoppel in Wimbledon, wo die beiden aber bereits in der ersten Runde gegen Bianca Andreescu und Katherine Sebov mit 0:6 und 2:6 verloren.
2019 nahm sie an der Sommer-Universiade teil, wo sie mit ihrer Partnerin Emily Arbuthnott das Viertelfinale erreichte.

## College Tennis
Von 2017 bis 2021 spielte Hutchinson für die Damentennismannschaft der Lady Monarchs der Old Dominion University.

## Turniersiege

### Doppel
| Nr. | Datum             | Turnier             | Kategorie | Belag     | Partnerin       | Finalgegnerinnen                        | Ergebnis          |
| --- | ----------------- | ------------------- | --------- | --------- | --------------- | --------------------------------------- | ----------------- |
| 1.  | 3. Februar 2024   | Monastir            | ITF W15   | Hartplatz | Laura Böhner    | Rikke de Koning Marente Sijbesma        | 6:4, 7:64         |
| 2.  | 23. März 2024     | Scharm asch-Schaich | ITF W15   | Hartplatz | Julie Belgraver | Karola Patricia Bejenaru Jeong Bo-young | 7:64, 3:6, [10:7] |
| 3.  | 4. Mai 2024       | Nottingham          | ITF W35   | Hartplatz | Ella McDonald   | Ali Collins Lauryn John-Baptiste        | 7:64, 7:65        |
| 4.  | 8. Juni 2024      | Madrid              | ITF W15   | Hartplatz | Ella McDonald   | Ana Candiotto Anastasia Iamachkine      | 6:4, 6:1          |
| 5.  | 3. August 2024    | Roehampton          | ITF W35   | Hartplatz | Ella McDonald   | Gabriella Da Silva Fick Alice Robbe     | 6:2, 3:6, [10:3]  |
| 6.  | 16. November 2024 | Funchal             | ITF W50   | Hartplatz | Ella McDonald   | Riya Bhatia Polina Jazenko              | 3:6, 6:2, [10:8]  |
| 7.  | 29. März 2025     | Santo Domingo       | ITF W50   | Hartplatz | Ella McDonald   | Carmen Corley Maribella Zamarripa       | 6:1, 6:4          |
| 8.  | 3. Mai 2025       | Nottingham          | ITF W35   | Hartplatz | Naiktha Bains   | Brooke Black Daniela Piani              | 6:3, 6:3          |

## Persönliches
Holly hat eine jüngere Schwester Scarlett, ihre Mutter ist Tennistrainerin und ihr Vater professioneller Cricketspieler.